# うつしよ紅葉
『うつしよ紅葉』（うつしよもみじ）は宝塚歌劇団のミュージカル作品。花組公演。

## 解説
※『宝塚歌劇100年史（舞台編）』の宝塚大劇場公演のページを参照。
『メナムに赤い花が散る』以来4度目の尾上松緑と植田紳爾のコンビによる作品。若き日の織田信長を題材とする。戦国時代が物語の舞台。

## 物語
※『宝塚歌劇100年史（舞台編）』の宝塚大劇場公演のページを参照。
信長率いる僅か三千の織田軍の許に、今川義元四万五千の大軍がなだれ込んでくる。義元の本陣奇襲の出陣を前に、信長は妻の濃姫に対して父の斉藤道正の許へ帰るよう申し渡すが、濃姫は共に死ぬ覚悟をする。

## 上演データ
1976年
- 8月12日 - 9月28日[1]（新人公演：9月7日[5]）　宝塚大劇場

併演作品は『ノバ・ボサ・ノバ』。
- 10月29日 - 11月28日[2]（新人公演：11月19日[5]）　東京宝塚劇場

併演作品は『ノバ・ボサ・ノバ』。
1977年（『うつしよ桜』にタイトルを変更している。）
- 3月3日 - 3月13日[4]　名古屋・中日劇場

併演作品は『ノバ・ボサ・ノバ』。
- 6月11日 - 6月26日[3]　岡山、児島、広島、金沢、七尾、富山、上田、松本、飯田、藤沢、八王子、柏

併演作品は『ビバ!タカラジェンヌ』。
- 10月8日 - 10月31日[3]　釧路、帯広、札幌、小樽、苫小牧、室蘭、花巻、仙台、千葉、川越、那覇

併演作品は『ファンタジー・ベルサイユのばら』。

## 主な配役（宝塚・東京）
- 織田信長 - 安奈淳（新人公演：宝純子）[5]
- 濃姫 - 上原まり（新人公演：北小路みほ）[5]

## 宝塚大劇場公演のデータ
形式名は「宝塚ロマン」。副題は「信長出陣」。6場。

### スタッフ
- 演出・振付：尾上松緑[1][6]
- 作・演出：植田紳爾[1][6]
- 音楽：寺田瀧雄[6]、入江薫[6]
- 音楽指揮：野村陽児[6]
- 振付：喜多弘[6]
- 装置：渡辺正男[6]
- 衣装：小西松茂[6]、中川菊枝[6]
- 照明：今井直次[7]
- 音響・録音：松永浩志[7]
- 小道具：上田特市[7]
- 効果：中田正廣[7]
- 演出補：阿古健[7]
- 演出助手：村上信夫[7]
- 制作：松原徳一[7]、三宅征夫[7]